# Itzhak Schneor
Itzhak Schneor (11 dicembre 1925 – 20 novembre 2011) è stato un calciatore israeliano, di ruolo difensore.

## Palmarès
- Campionato israeliano: 2

Maccabi Tel Aviv: 1951-1952, 1953-1954
- Coppa di Stato: 2

Maccabi Tel Aviv: 1953-1954, 1954-1955